# Summerlin South (Nevada)
Summerlin South o Summerlin del Sur, también visto en los mapas como South Summerlin, es un lugar designado por el censo (CDP) en el condado de Clark, Nevada, Estados Unidos, en el borde occidental de Las Vegas y en la adyacente Área de Conservación del Cañón Nacional de Red Rock. Summerlin del Sur es muy conocida por ser una extensión de la comunidad planeada de Summerlin.  La población de Summerlin del Sur era de 3,735 según el censo del 2000.
Aunque es un área muy desolada, el municipio está oficialmente gobernado por la Comisión del Condado de Clark.  Gran parte del área desolada está Blue Diamond Hill, el sitio actual de la mina de Aljez en la cual fue comprada para ser urbanizada.  Sin embargo, debido a los residentes de Blue Diamond y otros residentes de Las Vegas, se unieron junto con el senador de Nevada Harry Reid, por lo que bloquearon el proyecto.
La Asociación de la Comunidad de Summerlin del Sur es la entidad principal de gobernación del área, en la cual se trata de una asociación de viviendas para todo el municipio. El municipio es el único pueblo no incorporado del Valle de Las Vegas que no tiene una Junta Directiva.

## Geografía
Summerlin del Sur está localizada en las coordenadas 36°7′35″N 115°19′58″O / 36.12639, -115.33278 (36.126425, -115.332759). Colinda en el norte con Charleston Boulevard y Hualapai Way hacia el este. Los límites urbanos del Valle de Las Vegas (cerca de los límites del Área de Conservación del Cañón Nacional de Red Rock) comprenden las fronteras sur y occidentales.
Según la Oficina del Censo de los Estados Unidos, el CDP tiene un área total de 40.8 millas cuadradas (105.8 km²), de tierra.